# Nongthymmai
Nongthymmai ist eine Stadt im indischen Bundesstaat Meghalaya.
Die Stadt ist Teil des Distrikts East Khasi Hills. Nongthymmai hat den Status einer Census Town. Die Stadt ist in 1 Ward gegliedert. Sie hatte am Stichtag der Volkszählung 2011 38.004 Einwohner, von denen 18.495 Männer und 19.509 Frauen waren. Christen bilden mit einem Anteil von über 69 % die Mehrheit der Bevölkerung in der Stadt. Hindus bilden eine Minderheit von ca. 30 %. Die Alphabetisierungsrate lag 2011 bei 93,5 % und damit deutlich über dem nationalen Durchschnitt. 65,1 % der Einwohner gehören den Scheduled Tribes an.